# Leo František Saska
Leo František Saska (* 16. Juni 1832 in Libáň; † 16. März 1870 in Klatovy) war ein böhmischer Altphilologe und Gymnasiallehrer, bekannt für seine Werke zur römischen und griechischen Mythologie.

## Leben
Saska wurde als Sohn von Vaclav und Františka Saska in Libáň geboren. Er studierte von 1854 bis 1858 an der Karls-Universität in Prag Mathematik und klassische Philologie. Er unterrichtete zunächst am Gymnasium in Písek, bis 1860 als Gymnasialprofessor in Klatovy. Nach der Errichtung der Gewerbe- und Mädchenschule in Klatovy, wurde er 1869 deren erster Direktor.
Er starb 1870 an der Lungenlähmung.

## Veröffentlichungen
Saska war Verfasser einiger humoristischer und satirischer Beiträge sowie didaktischer Gedichte und pädagogischer Aufsätze in verschiedenen Zeitschriften. Mehrere Übersetzungen und Aufsätze wurden nicht mehr veröffentlicht.
- Obsah, rozbor a překlad Platonova dialogu, nazv. Laches (Inhalt, Untersuchung und Übers. von Platos Dialog, genannt Laches), 1862
- Ukázky starořeckého překladu Rukopisu Králodvorského (Proben der altgriech. Übers. der Königinhofer Handschrift), in: Časopis Mus. království Českého 37, 1863
- K Sofoklu: 1. Tmesis (Zu Sophokles: 1. Tmesis), in: Krok 2, 1865
- (Illustrovaná) Mythol. Řekův a Římanů(v) ([Illustrierte] Mythologie der Griechen und Römer), 1867

Sowie einige Übersetzungen: 
- Platonova Obrana Sokrata (Platos Apologie des Sokrates), 1864, Schulausgabe 1869
- Aeneidy zpěv druhý (Der zweite Gesang der Aeneis), in: Roční zpráva gymn. Klatovského . . . 1864
- Platonův Kritón (Platos Kriton), 1870 (Schulausgabe)